# Nora Subschinski
Nora Subschinski, née le 5 juin 1988 à Berlin (Allemagne), est une plongeuse allemande. Elle participe aux compétitions de tremplin à 3 mètres et de haut-vol à 10 mètres.

## Biographie
Nora Subschinski naît le 5 juin 1988 à Berlin (Allemagne).
Elle commence à plonger en 1995, à l’âge de sept ans. Elle voulait initialement devenir gymnaste professionnelle, mais ses entraîneurs lui ont plutôt conseillé de se tourner vers le plongeon.
Elle remporte la médaille de bronze aux championnats du monde de 2007 et 2011 . Elle remporte également quatre médailles d'or et cinq médailles d'argent lors des championnats d'Europe de natation.
En 2004 et lors des Jeux olympiques d'été de 2008, elle participe au haut-vol synchronisé femmes à 10 mètres avec Annett Gamm (en). L’équipe termine à la 6e place en 2004, et à la 4e en 2008.
Aux Jeux olympiques d'été de 2012, elle participe à l’épreuve féminine du tremplin à 3 mètres et au haut-vol à 10 mètres synchronisé femmes avec Christin Steuer (en). Elle termine 14e dans l'épreuve individuelle, et son équipe est 6e dans l’épreuve synchronisée.
Aux Jeux olympiques d'été de 2016, elle termine à la 9e place dans l’épreuve féminine du tremplin à 3 mètres. Elle participe également au tremplin à 3 mètres synchronisé avec sa coéquipière Tina Punzel. Elles terminent à la 7e place.

## Palmarès

### Championnats du monde
- Championnats du monde 2007 à Melbourne (Australie) :
  -  Médaille de bronze en haut-vol synchronisé à 10 mètres (avec Annett Gamm)

- Championnats du monde 2011 à Shanghai en (Chine) :
  -  Médaille de bronze en haut-vol synchronisé à 10 mètres (avec Christin Steuer (en))

### Championnats d'Europe
- Championnats d'Europe de natation 2004 à Madrid (Espagne) :
  -  Médaille d’or en haut-vol synchronisé à 10 mètres (avec Annett Gamm)

- Championnats d'Europe de natation 2006 à Budapest (Hongrie) :
  -  Médaille d’or en haut-vol synchronisé à 10 mètres (avec Annett Gamm)

- Championnats d'Europe de natation 2008 à Eindhoven (Pays-Bas) :
  -  Médaille d’or en haut-vol synchronisé à 10 mètres (avec Annett Gamm)

- Championnats d'Europe de plongeon 2009 à Turin (Italie) :
  -  Médaille d’argent en tremplin à 3 mètres synchronisé (avec Katja Dieckow)
  -  Médaille d’argent en haut-vol synchronisé à 10 mètres (avec Josephine Möller)
  -  Médaille d’argent en haut-vol à 10 mètres

- Championnats d'Europe de natation 2010 à Budapest (Hongrie) :
  -  Médaille d’or en haut-vol à 10 mètres

- Championnats d'Europe de natation 2012 à Debrecen (Hongrie) :
  -  Médaille de bronze en haut-vol synchronisé à 10 mètres (avec Christin Steuer)

- Championnats d'Europe de natation 2014 à Berlin (Allemagne) :
  -  Médaille d’argent en tremplin à 3 mètres synchronisé (avec Tina Punzel)[8]
  -  Médaille de bronze en tremplin à 3 mètres[9]

- Championnats d'Europe de plongeon 2015 à Rostock (Allemagne) :
  -  Médaille d’argent en tremplin à 3 mètres synchronisé (avec Tina Punzel)

## Crédit d’auteurs
- (en) Cet article est partiellement ou en totalité issu de l’article de Wikipédia en anglais intitulé « Nora Subschinski » (voir la liste des auteurs).